# 久保寺生郎
久保寺 生郎（くぼでら いくろう、1913年 - 没年不詳）は、日本の映画プロデューサーである。大映東京撮影所、ついで大映京都撮影所でキャリアを積み、大映倒産後は勝新太郎の勝プロダクションで、テレビ映画を中心に活動した。

## 人物・来歴
1913年（大正2年）に生まれる。
第二次世界大戦後の大映東京撮影所企画部に所属し、1947年（昭和22年）に水野洽監督、小崎政房脚本の現代劇『東京の夜』で企画者として初めてクレジットされる。以降、東京時代の森一生作品や鈴木重吉、野村浩将、清水宏、木村恵吾らヴェテラン監督の作品を企画し、原田治夫ら助監督を監督デビューさせた。
1961年（昭和36年）、大映京都撮影所に異動、第1作は同年、土井茂監督の『おてもやん』であった。京都では、森一生、田中徳三らを多く起用し、井上芳夫の現代劇を東京撮影所で手がけた。
1962年（昭和37年）、清水宏監督の勧めで子母澤寛の歴史随筆集『ふところ手帖』に掲載された原稿用紙にして10数枚の短篇小説『座頭市物語』を企画にし、当時の企画部長・鈴木晰成は、当時の社長・永田雅一を説得した。こうして勝新太郎の生涯の当たり役となった「座頭市」が生まれた。
1971年（昭和46年）11月29日、大映が倒産すると、勝プロダクションに招かれ、プロデューサーとして活動する。勝新太郎の生涯3作の劇場用映画監督作のうちの2作目『新座頭市物語 折れた杖』を1972年（昭和47年）にプロデュースしている。同年、長谷川伸シリーズ『一本刀土俵入り』でテレビ映画に進出、1980年（昭和55年）まで、勝新太郎のテレビ映画での演出作品『痛快!河内山宗俊』（1975年 - 1976年）、『夫婦旅日記 さらば浪人』（1976年）、『警視-K』（1980年）をプロデュースした。

## フィルモグラフィ

### 大映東京撮影所
- 『東京の夜』 : 監督水野洽、1947年
- 『情熱の人魚』 : 監督田口哲、1948年
- 『美貌の顔役』 : 監督吉村廉、1949年
- 『大都会の丑満時』 : 監督西村元男、1949年
- 『私は狙われている』 : 監督森一生、1950年
- 『五十円横町』 : 監督佐伯幸三、1955年
- 『講道館四天王』 : 監督枝川弘、1955年
- 『ブルーバ』 : 監督鈴木重吉、1955年
- 『弾痕街』 : 監督斎村和彦、1955年
- 『あさ潮ゆう潮』 : 監督佐伯幸三、1956年
- 『惚れるな弥ン八』 : 監督村山三男、1956年
- 『リンゴ村から』 : 監督斎村和彦、1956年
- 『踊子』 : 監督清水宏、1957年
- 『残月講道館』 : 監督村山三男、1957年
- 『湖水物語』 : 監督野村浩将、1957年
- 『ふるさとの灯台』 : 監督原田治夫、1957年
- 『愛すべき罪』 : 監督西条文喜、1957年
- 『健太と黒帯先生』 : 監督原田治夫、1957年
- 『がんばれ!健太』 : 監督原田治夫、1957年
- 『十七才の断崖』 : 監督原田治夫、大映京都撮影所、1957年
- 『赤線の灯は消えず』 : 監督田中重雄、1958年
- 『素っ裸の青春』 : 監督原田治夫、1958年
- 『嵐の講道館』 : 監督枝川弘、1958年
- 『ごめん遊ばせ花婿先生』 : 監督田中重雄、1958年
- 『たそがれの東京タワー』 : 監督阿部毅、1959年
- 『息子』 : 監督原田治夫、1959年
- 『一刀斎は背番号6』 : 監督木村恵吾、1959年
- 『私の選んだ人』 : 監督枝川弘、1959年
- 『川向うの白い道』 : 監督田中重雄、1959年
- 『拳銃の掟』 : 監督村山三男、1960年
- 『痴人の愛』 : 監督木村恵吾、1960年
- 『時の氏神 新夫婦読本』 : 監督枝川弘、1960年
- 『婚期』 : 監督吉村公三郎、1961年
- 『新夫婦読本 恋愛病患者』 : 監督枝川弘、1961年
- 『新夫婦読本 若奥様は売れっ子』 : 監督富本壮吉、1961年

### 大映京都撮影所
- 『おてもやん』 : 監督土井茂、1961年
- 『大菩薩峠 完結篇』 : 監督森一生、1961年
- 『怪談 蚊喰鳥』 : 監督森一生、1961年
- 『水戸黄門海を渡る』 : 監督渡辺邦男、1961年
- 『お馬は七十七万石』 : 監督田坂勝彦、1961年
- 『色の道教えます 夢三夜』 : 監督加戸敏、1961年
- 『新源氏物語』 : 監督森一生、1961年
- 『雁の寺』 : 監督川島雄三、1962年
- 『鉄砲安の生涯』 : 監督木村恵吾、1962年
- 『座頭市物語』 : 監督三隅研次、1962年
- 『山男の歌』 : 監督村山三男、1962年
- 『続・座頭市物語』 : 監督森一生、1962年
- 『陽気な殿様』 : 監督森一生、1962年
- 『人斬り市場』 : 監督西山正輝、1963年
- 『新・座頭市物語』 : 監督田中徳三、1963年
- 『座頭市兇状旅』 : 監督田中徳三、1963年
- 『座頭市喧嘩旅』 : 監督安田公義、1963年
- 『ど根性物語 図太い奴』 : 監督森一生、1964年
- 『駿河遊侠伝 賭場荒し』 : 監督森一生、1964年
- 『座頭市あばれ凧』 : 監督池広一夫、1964年
- 『青い性』 : 監督井上芳夫、大映東京撮影所、1964年
- 『駿河遊侠伝 破れ鉄火』 : 監督田中徳三、1964年
- 『十七才は一度だけ』 : 監督井上芳夫、大映東京撮影所、1964年
- 『駿河遊侠伝 度胸がらす』 : 監督森一生、1965年
- 『兵隊やくざ』 : 監督増村保造、大映東京撮影所、1965年
- 『雲を呼ぶ講道館』 : 監督弓削太郎、大映東京撮影所、1965年
- 『青いくちづけ』 : 監督井上芳夫、1965年
- 『続・兵隊やくざ』 : 監督田中徳三、1965年
- 『新・兵隊やくざ』 : 監督田中徳三、大映東京撮影所、1966年
- 『座頭市の歌が聞える』 : 監督田中徳三、1966年
- 『兵隊やくざ 脱獄』 : 監督森一生、1966年
- 『座頭市海を渡る』 : 監督池広一夫、1966年
- 『赤い天使』 : 監督増村保造、大映東京撮影所、1966年
- 『兵隊やくざ 大脱走』 : 監督田中徳三、1966年
- 『座頭市鉄火旅』 : 監督安田公義、1967年
- 『兵隊やくざ 俺にまかせろ』 : 監督田中徳三、大映東京撮影所、1967年
- 『痴人の愛』 : 監督増村保造、大映東京撮影所、1967年
- 『兵隊やくざ 殴り込み』 : 監督田中徳三、1967年
- 『座頭市血煙り街道』 : 監督三隅研次、1967年
- 『怪談雪女郎』 : 監督田中徳三、1968年
- 『座頭市果し状』 : 監督安田公義、1968年
- 『二匹の用心棒』 : 監督三隅研次、1968年
- 『殺し屋をバラせ』 : 監督池広一夫、1969年
- 『笹笛お紋』 : 監督田中徳三、1969年
- 『忍びの衆』 : 監督森一生、1970年
- 『君は海を見たか』 : 監督井上芳夫、大映東京撮影所、1971年

### 勝プロダクション
- 『座頭市御用旅』 : 監督森一生、勝プロダクション / 東宝、1972年
- 『新兵隊やくざ 火線』 : 監督増村保造、勝プロダクション、1972年
- 『新座頭市物語 折れた杖』 : 監督勝新太郎、勝プロダクション、1972年
- 『御用牙』 : 監督三隅研次、勝プロダクション、1972年
- 長谷川伸シリーズ『一本刀土俵入り』前編・後編 : 監督安田公義、テレビ映画、勝プロダクション / 東映 / NET（現テレビ朝日）、1972年
- 『桜の代紋』 : 監督三隅研次、勝プロダクション、1973年
- 『新座頭市物語 笠間の血祭り』 : 監督安田公義、勝プロダクション、1973年
- 『悪名 縄張り荒らし』 : 監督増村保造、勝プロダクション、1974年
- 『痛快!河内山宗俊』 : 監督三隅研次 / 森一生 / 太田昭和 / 大洲斎 / 工藤栄一 / 黒田義之 / 勝新太郎 / 安田公義 / 斎藤武市、テレビ映画、勝プロダクション / フジテレビ、1975年 - 1976年
- 『夫婦旅日記 さらば浪人』 : 監督森一生 / 工藤栄一 / 田中徳三 / 安田公義 / 太田昭和 / 勝新太郎 / 黒木和雄 / 森川時久 / 南野梅雄 / 井上梅次 / 島田開、テレビ映画、勝プロダクション / フジテレビ、1976年
- 『あいつと俺』 : テレビ映画、勝プロダクション / 東京12チャンネル、1980年
- 『警視-K』 : 監督勝新太郎 / 黒木和雄 / 根本順善 / 森一生 / 吉原勲、テレビ映画、勝プロダクション / 日本テレビ、1980年
- 時代劇スペシャル『怪盗鼠小僧といれずみ判官』 : 監督田中徳三、テレビ映画、勝プロダクション / フジテレビ、1980年

## ビブリオグラフィ
国立国会図書館所蔵作品。
- 『座頭市物語 1 - 斬ってはならぬ人を斬る』、原案子母沢寛、実業之日本社、1972年
- 『座頭市物語 2』、原案子母沢寛、実業之日本社、1972年
- 『座頭市物語 3 - あばれ花火』、原案子母沢寛、実業之日本社、1973年

## 註
1. 1 2  NDL-OPACの検索結果、国立国会図書館、2009年10月9日閲覧。
2. ↑  「清水宏をめぐる3人の監督」、木全公彦、映画の國、2009年10月9日閲覧。